# Ferdinando Scarfiotti
Ferdinando Scarfiotti (ur. 6 marca 1941 w Potenza Picena, zm. 30 kwietnia 1994 w Los Angeles) – włoski scenograf filmowy. 

## Życiorys
Po ukończeniu studiów architektonicznych na Uniwersytecie w Rzymie, reżyser Luchino Visconti zaproponował mu zaprojektowanie scenografii do wystawianej przez niego w 1963 na Festiwalu Dwóch Światów w Spoleto Traviaty. Scarfiotti na niemal całą dekadę związał się z operą, po czym wszedł w świat filmu dzięki dekoracjom do głośnych obrazów Konformista (1970) Bernardo Bertolucciego i Śmierć w Wenecji (1971) Viscontiego. Ten ostatni film przyniósł mu Nagrodę BAFTA za najlepszą scenografię.
Scarfiotti w 1980 przeniósł się na stałe do Hollywood, gdzie pracował jako scenograf przy takich filmach, jak m.in. Amerykański żigolak (1979) Paula Schradera czy Człowiek z blizną (1983) Briana De Palmy. Zdobył Oscara za najlepszą scenografię do filmu Ostatni cesarz (1987) Bernardo Bertolucciego. Nominację do tej nagrody przyniosły mu też Zabaweczki (1992) Barry'ego Levinsona.